# Tranwell
Tranwell – wieś w Anglii, w hrabstwie Northumberland, w dystrykcie (unitary authority) Northumberland. Leży 21 km na północ od miasta Newcastle upon Tyne i 418 km na północ od Londynu. W 1951 roku civil parish liczyła 154 mieszkańców.